# ساتوشي كاجينو
ساتوشي كاجِنو (باليابانية: 梶野 智) (9 نوفمبر 1965 في آيتشي في اليابان – )؛ هو لاعب كرة قدم ياباني سابق كان يلعب كمدافع.

## وصلات خارجية
- ساتوشي كاجينو على موقع رابطة كرة القدم اليابانية للمحترفين (اليابانية)
- ساتوشي كاجينو على موقع عالم كرة القدم.نت (الإنجليزية)